# Bliksem (strip)
Bliksem is een Belgische stripreeks die begonnen is in februari 1996 met Luc Dellisse als schrijver en Christian Durieux als tekenaar.

## Albums
Alle albums zijn geschreven door Luc Dellisse, getekend door Christian Durieux en uitgegeven door Le Lombard.
| Nummer | Titel                     |
| ------ | ------------------------- |
| 1      | De vonk                   |
| 2      | Clandestien               |
| 3      | (Hong Kong machine)       |
| 4      | (Le dernier nobel)        |
| 5      | (Les jardins de Magellan) |